# Уэйлен, Филипп
Филип Уэйлен (англ. Philip Whalen; 20 октября 1923 — 26 июня 2002) — американский поэт, один из ключевых представителей битничества, дзэн-буддийский монах.
Филип Уэйлен родился 20 октября 1923 года в Портленде, штат Орегон. Он вырос в районе к югу от Портленда и во время Второй мировой войны служил в ВВС. Затем, как демобилизованный, был направлен в Рид-колледж, где получил степень бакалавра. В 1951 году Гэри Снайдер и Лью Уэлч делят вместе с ним одну комнату в общежитии колледжа. Уэйлен, вместе с Гэри Снайдером, Аленом Гинзбергом, Филиппом Ламантиа и Майклом Макклуром участвовал 7 октября 1955 года в поэтическом вечере в галерее «Шесть», где впервые был исполнен нашумевший «Вопль».
Уэйлена считают одной из основных фигур, стоявших за сан-францисским поэтическим возрождением середины 50-х гг. Произведения Уэйлена выделяются среди остальной поэзии битников почтительным отношением к повседневной жизни, самоиронией и, как правило, аполитичным настроем. Уэйлен принял сан дзенского священника в 1973 и стал главой монашеской общины «Дхарма Сангха» под именем Унсуй Дзеншин Рюфу в Санта-Фе, штат Нью-Мексико, в 1984. В 1987 году перешёл в орден «Сюнрю Судзуки», и в 1991 стал настоятелем дзен-буддистского храма на Хартфорд-стрит в Сан-Франциско. Скончался в Сан-Франциско, штат Калифорния, 26 июня 2002 года.